# Siège d'amour
 (mai 2024).

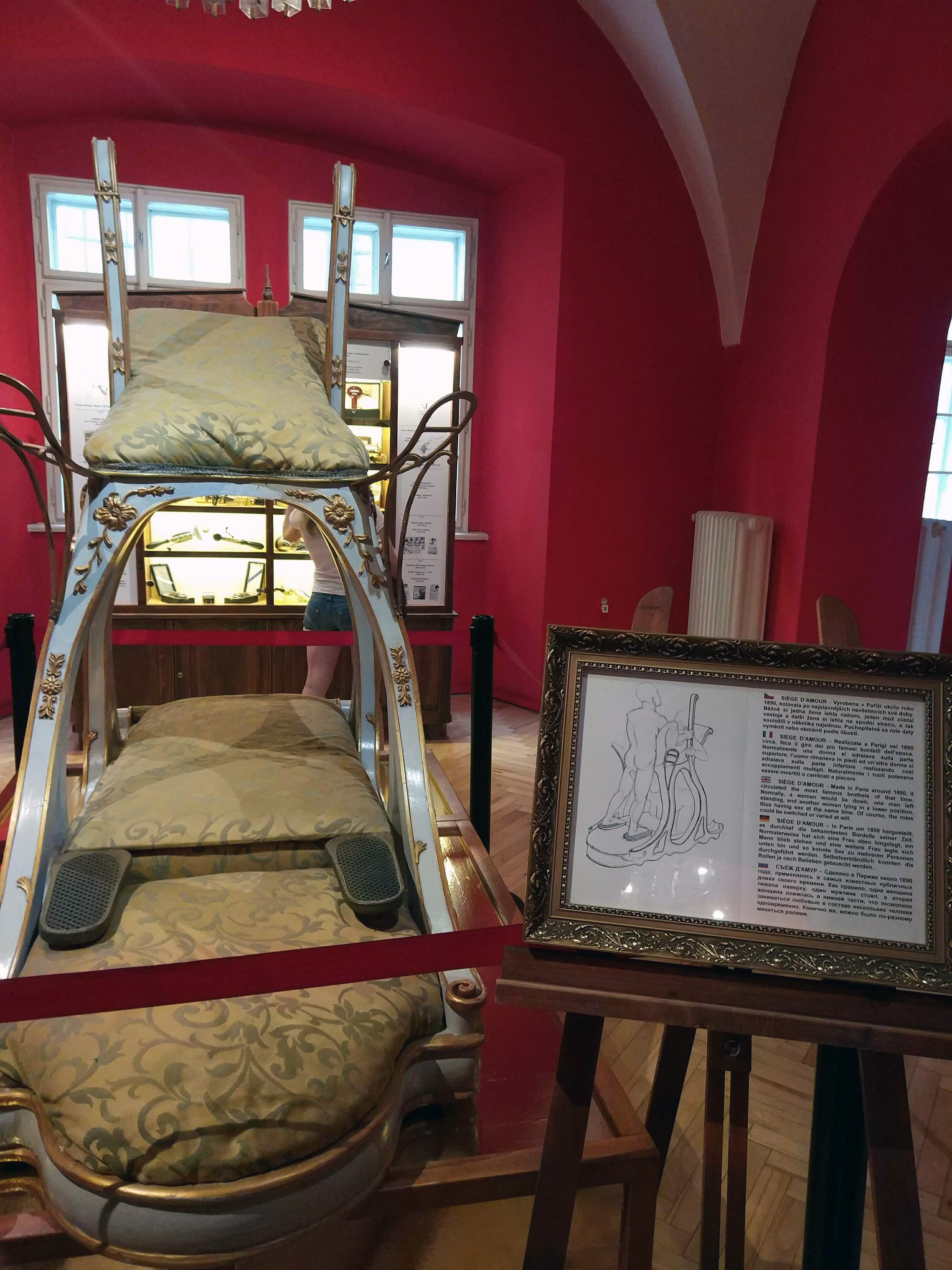
Pièce similaire à Prague.

Le siège d'amour est un dispositif créé par le fabricant de meubles français Louis Soubrier pour permettre au corpulent roi britannique Édouard VII d'avoir des relations sexuelles avec deux femmes simultanément tout en leurs évitant d'être écrasées par son poids,,.

## Histoire
Le roi Édouard était connu pour ses liaisons avec les plus célèbres aristocrates françaises, prostituées, actrices et danseuses de cancan ; son père, en apprenant son libertinage, le qualifia de « dépravé ». Il était un visiteur régulier du bordel le plus exquis et le plus somptueux du Paris victorien, Le Chabanais, où était installée la chaise, conçue spécifiquement pour répondre à ses goûts copulatoires. 
La chaise a été présentée au musée d'Orsay en 2015 lors de l'exposition Splendeurs et misères. Images de la prostitution, 1850-1910.
Il existe au moins trois versions de la chaise, dont l'originale appartiendrait à la famille Soubrier. Il existe deux répliques : l'une se trouve au Sex Machines Museum de Prague, l'autre a été mise en vente en février 2020 par un magasin de meubles anciens de la Nouvelle-Orléans pour 68 000 dollars.